# Nakenfröiga växter
Nakenfröiga växter, också kallade gymnospermer, är de fröväxter som inte hör till gruppen blomväxter (gömfröiga växter). Gruppen innehåller framför allt barrväxter, men också ginkgo, kottepalmer, gnetumväxter och utdöda divisioner, till exempel fröormbunkar. Nakenfröiga växter skiljer sig från gömfröiga växter genom att inte ha dubbla integument utan enkla, deras fröämne sitter "naket". De har alltså frön, men inte frukt.
Hos finns blommor av honkön och blommor av hankön. De utbildas antingen på samma växt eller på olika växter.
Under evolutionen uppstod fröväxterna före blomväxterna. Senare uppstod blomväxterna bland fröväxterna och nu är blomväxterna helt dominerande på jorden; hur detta skett är omdiskuterat. Nakenfröiga växter är alltså en parafyletisk grupp, det vill säga en grupp som inte är en naturlig enhet.
En teori till varför de nakenfröiga växterna är så få numera är:
- De är nakenfröiga, vilket innebär att fröet är mer sårbart än hos de gömfröiga som skyddar sina frön. Icke gömda frön kan lättare angripas av bakterier och mutationer.[2]

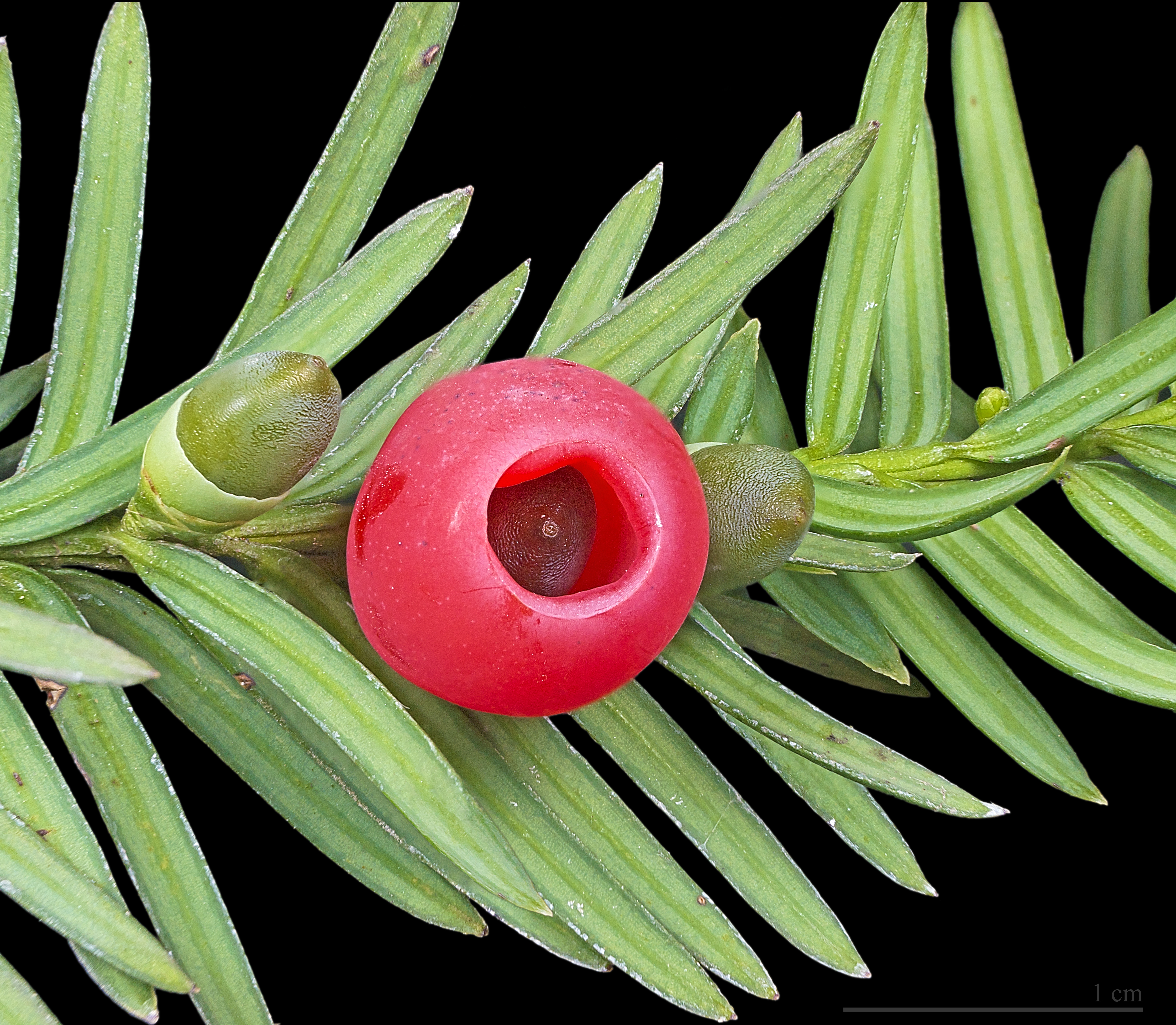
Idegran. Vid närmare granskning av bilden ser man hur blottat det terminala fröämnet är. Vad som ytligt liknar ett bär är egentligen ett köttigt fröhylle som kallas arillus.

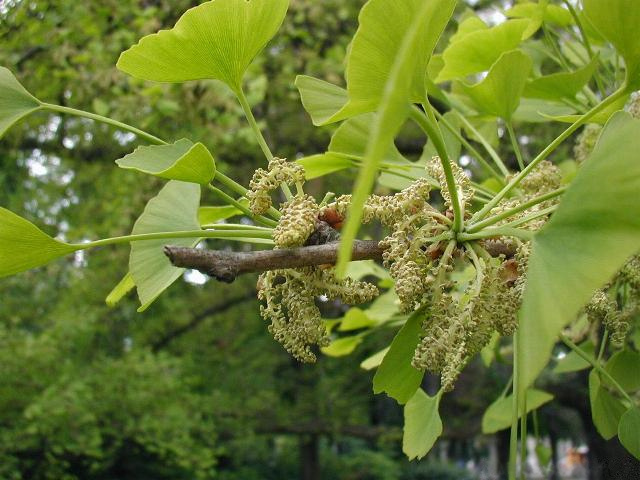
Ginkgo.

- De kommer upp ur grodden med inte så sällan fler än två hjärtblad (hos familjen Taxaceae kommer grodden upp med två hjärtblad). Det är också sårbart vad gäller mutationer och angrepp. De bästa förutsättningarna har de enhjärtbladiga växterna som lämnar grodden med ett hjärtblad och sedan håller bladen tätt ihop. Det minskar risken för angrepp.[2]

Det gamla naturliga växtklassificeringssystem som byggde på Elias Fries hierarkiska klassificering grupperar växten enligt denna princip, där enklaste cellen står lägst i rang och den ädlaste är en blomväxt som inte blottar sitt kön eller sitt inre. I det naturliga systemet användes underklasserna: frikronbladiga, samkronbladiga och kronbladslösa för att bland annat ange hur blottade ståndare och pistill var.

## Stamträd
Nedanstående kladogram visar troliga släktskapsförhållanden inom gymnospermerna.
|  | \| \| Ginkgoväxter \| \| \| \| \| \| Kottepalmer \| \| \| \| |
|  |                                                              |
|  | Ginkgoväxter                                                 |
|  |                                                              |
|  | Kottepalmer                                                  |
|  |                                                              |

|  | Ginkgoväxter |
|  |              |
|  | Kottepalmer  |
|  |              |

|  | Cupressaceae (Cypressväxter), Taxaceae (Idegransväxter) mfl          |
|  |                                                                      |
|  | \| \| Gnetofyter \| \| \| \| \| \| Pinaceae (Tallväxter) \| \| \| \| |
|  |                                                                      |
|  | Gnetofyter                                                           |
|  |                                                                      |
|  | Pinaceae (Tallväxter)                                                |
|  |                                                                      |

|  | Gnetofyter            |
|  |                       |
|  | Pinaceae (Tallväxter) |
|  |                       |

|  | \| \| Ginkgoväxter \| \| \| \| \| \| Kottepalmer \| \| \| \| |
|  |                                                              |
|  | Ginkgoväxter                                                 |
|  |                                                              |
|  | Kottepalmer                                                  |
|  |                                                              |

|  | Ginkgoväxter |
|  |              |
|  | Kottepalmer  |
|  |              |

|  | Cupressaceae (Cypressväxter), Taxaceae (Idegransväxter) mfl          |
|  |                                                                      |
|  | \| \| Gnetofyter \| \| \| \| \| \| Pinaceae (Tallväxter) \| \| \| \| |
|  |                                                                      |
|  | Gnetofyter                                                           |
|  |                                                                      |
|  | Pinaceae (Tallväxter)                                                |
|  |                                                                      |

|  | Gnetofyter            |
|  |                       |
|  | Pinaceae (Tallväxter) |
|  |                       |